# Julia Zandt
Julia Zandt (ur. 8 maja 1984) – niemiecka lekkoatletka, która specjalizowała się w rzucie oszczepem.
W 2003 roku została mistrzynią Europy juniorek.  
Rekord życiowy: 57,75 (5 lipca 2003, Fulda). 

## Osiągnięcia
| Rok  | Impreza                     | Miejsce | Pozycja    | Wynik |
| ---- | --------------------------- | ------- | ---------- | ----- |
| 2003 | Mistrzostwa Europy juniorów | Tampere | 1. miejsce | 56,96 |